# Sant Amanç de Torrefeta
Sant Amanç de Torrefeta és l'església parroquial barroca de Torrefeta, al municipi de Torrefeta i Florejacs (Segarra), inclosa a l'Inventari del Patrimoni Arquitectònic de Catalunya.

## Descripció
És una església parroquial construïda sota l'advocació de Sant Amanç, patró del poble de Torrefeta. La seva façana principal presenta una porta rectangular amb entaulament i un frontó trencat amb línies corbes. Dins aquest frontó apareix un nínxol de petxina, que anys enrere havia albergat la imatge de Sant Amanç, però que actualment trobem buit. Damunt d'aquesta portada apareix una finestra quadrangular amb reixa de forja com a únic element que trenca la sobrietat del parament, format per grans carreus regulars de pedra.
La torre de campanar està situada al SO de l'edifici, uns metres més enllà del nivell de la façana principal. En un dels carreus del basament trobem una inscripció que la data del 1703. Presenta una planta quadrangular i està formada per quatre cossos dividits per motllures. Al capdamunt hi ha una finestra amb arc de mig punt en cadascuna de les cares de la torre, i una balustrada de pedra amb unes boles decoratives a les arestes. El parament presenta una clara diferència respecte a la resta de l'edifici, ja que aquí els carreus no es troben tan ben escairats.
L'interior d'aquesta església està format per una nau única, dividida en tres trams amb cor i coberta per una volta de llunets. En cadascun dels murs s'obren dues capelles amb arc de mig punt i volta de canó. El presbiteri és semicircular i es troba policromat, imitant una petxina i diversos elements arquitectònics. La resta de la nau es troba tota arrebossada i pintada d'un color cru.